# Cloezia artensis
Cloezia artensis är en myrtenväxtart som först beskrevs av Xavier Montrouzier, och fick sitt nu gällande namn av Peter Shaw Green. Cloezia artensis ingår i släktet Cloezia och familjen myrtenväxter.
Artens utbredningsområde är Nya Kaledonien.

## Underarter
Arten delas in i följande underarter:
- C. a. artensis
- C. a. basilaris
- C. a. riparia